# 金德胡克
金德胡克（英語：Kinderhook）是位于美国纽约州哥伦比亚县的一个镇，地处哥伦比亚县北部。2010年美国人口普查时，该镇有8498人。金德胡克镇建于1788年，其名称由早期荷兰定居者所起。“金德胡克”（Kinderhoek）在荷兰语中意为“儿童之角”。